# خبرة (المضاربة والعارة)

تعديل مصدري - تعديل

خبرة هي إحدى قرى عزلة العارة بمديرية المضاربة والعارة التابعة لمحافظة لحج، بلغ تعداد سكانها 41 نسمة حسب تعداد اليمن لعام 2004.